# Konsistente Familie von stochastischen Kernen
Eine konsistente Familie von stochastischen Kernen, auch konsistente Familie von Markow-Kernen genannt, bezeichnet in der Wahrscheinlichkeitstheorie eine Familie von stochastischen Kernen, die in gewisser Weise stabil bezüglich der Verknüpfung sind. Sie dienen beispielsweise in der Theorie der stochastischen Prozesse zur Konstruktion von Prozessen mit vorgegebenen Eigenschaften aus einfacheren Strukturen wie beispielsweise Übergangshalbgruppen oder Faltungshalbgruppen.

## Definition
Gegeben sei eine Indexmenge {\displaystyle I\subset \mathbb {R} } und eine Familie von stochastischen Kernen {\displaystyle (K_{s,t})_{s,t\in I,s<t}} von {\displaystyle (\Omega ,{\mathcal {A}})} nach {\displaystyle (\Omega ,{\mathcal {A}})}. Die Familie heißt konsistent, falls für alle {\displaystyle r,s,t} aus {\displaystyle I} mit {\displaystyle r<s<t} immer
{\displaystyle K_{r,s}\cdot K_{s,t}=K_{r,t}}
gilt. Dabei bezeichnet {\displaystyle K_{r,s}\cdot K_{s,t}} die Verkettung der stochastischen Kerne {\displaystyle K_{r,s}} und {\displaystyle K_{s,t}}.

## Beispiel
Jede Übergangshalbgruppe {\displaystyle (K_{t}^{*})_{t\in I}} definiert eine konsistente Familie von stochastischen Kernen durch
{\displaystyle K_{s,t}:=K_{s-t}^{*}}.
Aufgrund der Halbgruppeneigenschaft, die durch die Chapman-Kolmogorow-Gleichung gegeben wird, gilt dann
{\displaystyle K_{r,s}\cdot K_{s,t}=K_{r-s}^{*}\cdot K_{s-t}^{*}=K_{r-t}^{*}=K_{r,t}}.
Ebenso definiert jede Faltungshalbgruppe {\displaystyle (\mu _{t})_{t\in I}} eine konsistente Familie von stochastischen Kernen, denn durch
{\displaystyle K_{t}(x,A):=\delta _{x}*\mu _{t}(A)}
wird eine Übergangshalbgruppe definiert und damit wieder eine konsistente Familie. Dies folgt aus der Verträglichkeit der Faltung und Verkettung von stochastischen Kernen. Hierbei bezeichnet {\displaystyle \delta _{x}} das Dirac-Maß auf {\displaystyle x} und {\displaystyle \nu _{1}*\nu _{2}} die Faltung von {\displaystyle \nu _{1}} und {\displaystyle \nu _{2}}.

## Eigenschaften

### Erzeugung projektiver Familien
Jede konsistente Familie von stochastischen Kernen mit Indexmenge {\displaystyle I\subset [0,\infty ),0\in I} auf einem  polnischen Raum {\displaystyle E} wie beispielsweise dem {\displaystyle \mathbb {R} ^{n}} erzeugt eine projektive Familie von Wahrscheinlichkeitsmaßen auf dem Messraum {\displaystyle (E^{I},{\mathcal {B}}(E)^{\otimes I})}. Dazu wählt man endlich viele {\displaystyle 0=n_{0}<n_{1}<\dots <n_{m}} und {\displaystyle J=\{n_{0},n_{1},\dots ,n_{m}\}}. Dann ist für jedes {\displaystyle x\in X} ein Wahrscheinlichkeitsmaß gegeben durch
{\displaystyle P_{J}=\delta _{x}\otimes \bigotimes _{i=0}^{m-1}K_{n_{i},n_{i+1}}}
und die {\displaystyle P_{J}} bilden eine projektive Familie.

### Erzeugung von Kernen auf Produkträumen
Jede konsistente Familie von stochastischen Kernen erzeugt außerdem einen stochastischen Kern {\displaystyle K} von {\displaystyle (E,{\mathcal {B}}(E))} nach {\displaystyle (E^{I},{\mathcal {B}}(E)^{\otimes I})}. Denn nach dem obigen Abschnitt existiert für jedes {\displaystyle x\in E} eine projektive Familie von Wahrscheinlichkeitsmaßen auf {\displaystyle (E^{I},{\mathcal {B}}(E)^{\otimes I})} und somit nach dem Erweiterungssatz von Kolmogorow auch ein eindeutiges Wahrscheinlichkeitsmaß. Die Messbarkeit in {\displaystyle x} zeigt man mittels der endlichen Rechteckszylinder aus {\displaystyle {\mathcal {B}}(E)^{\otimes I}}.

### Erzeugung von Maßen auf Produkträumen
Wie jeder stochastische Kern definiert der obige Kern {\displaystyle K}  und ein beliebiges Wahrscheinlichkeitsmaß {\displaystyle \nu } auf {\displaystyle E} durch
{\displaystyle \nu _{K}(A)=\int _{E}K(x,A)\nu (dx)}
ein Wahrscheinlichkeitsmaß auf {\displaystyle (E^{I},{\mathcal {B}}(E)^{\otimes I})}

## Anwendungen
Konsistente Familien von stochastischen Kernen finden insbesondere Anwendung in der Theorie der stochastischen Prozesse, wo sie zur Definition von Wahrscheinlichkeitsmaßen auf großen Produkträumen dienen. Deren Projektionen auf die Komponenten können als sogenannter kanonischer stochastischer Prozess aufgefasst werden und bilden dann die Basis für weitere Untersuchungen.
Auch ermöglichen sie es, auf einfachen Strukturen aufbauend stochastische Prozesse mit bestimmten Eigenschaften zu definieren. So definiert jede Fatungshalbgruppe nach dem obigen Beispiel eine Übergangshalbgruppe und diese wiederum eine konsistente Familie von stochastischen Kernen. Diese lassen sich mittels der oben skizzierten Vorgehensweise zu einem stochastischen Prozess fortsetzten. Dies sind dann genau die Prozesse mit unabhängigen und stationären Zuwächsen, zu denen beispielsweise auch der Wiener-Prozess gehört, dessen Stetigkeit aber in dieser Konstruktion noch nicht selbstverständlich ist.